# Анама
Ана́ма — озеро в Эвенкийском районе Красноярского края России, на юго-западе плато Путорана. Через озеро Анама протекает река Курейка (приток Енисея).
Питание снеговое и дождевое. Максимум половодья приходится на середину лета.
Код объекта в государственном водном реестре — 17010800111116100004445.

## Топографические карты
- Лист карты R-46-XXXV,XXXVI р. Яктали. Масштаб: 1 : 200 000. Указать дату выпуска/состояния местности.
- Лист карты Q-46-V,VI. Масштаб: 1 : 200 000. Указать дату выпуска/состояния местности.